# Edward Galloway
Edward Galloway (septiembre de 1840 - 19 de abril de 1861) fue el primer soldado de la guerra civil estadounidense en resultar herido de muerte, y el segundo fallecido de la guerra, después del soldado Daniel Hough. Resultó herido cuando un arma se disparó prematuramente el 14 de abril de 1861, durante una salva de 100 cañones a la bandera después de la batalla de Fort Sumter. La explosión mató a Hough, hirió gravemente a Galloway y levemente a otros cuatro hombres. Fue trasladado al Hospital Gibbes de Charleston, donde murió cinco días después, el 19 de abril de 1861. Edward era un inmigrante irlandés, nació en Skibbereen, condado de Cork, Irlanda.

## Servicio militar
Galloway sirvió como soldado raso en la Batería E del 1.er Regimiento de Artillería de los Estados Unidos. En enero de 1861, el regimiento fue trasladado a Fort Sumter, donde permanecería estacionado hasta la batalla de Fort Sumter en abril del mismo año. 

## Fallecimiento
El 12 de abril de 1861, Fort Sumter fue atacado. Se desconoce dónde sirvió Galloway durante la batalla, pero salió ileso junto con el resto de la guarnición, y estuvo presente el 14 de abril durante la salva de 100 cañones a la bandera después de la rendición, estacionado en el cañón 47 junto con el soldado Daniel Hough. Mientras Hough cargaba el arma, una chispa en el cañón del arma hizo que explotara prematuramente. La explosión le arrancó el brazo derecho a Hough y lo mató casi instantáneamente. También detonó munición almacenada junto al arma  e hirió a otros cinco hombres, incluido Galloway. La salva se interrumpió con cincuenta disparos. Galloway resultó gravemente herido por la explosión y fue trasladado después de la salva al hospital Gibbes en Charleston, donde murió cinco días después.

## Variaciones del nombre
Existen varias variaciones de su apellido; los Registros de Alistamientos en el Ejército de los Estados Unidos, 1798-1914, registraron su nombre como Edward Gallwey. Su hermano, que fue herido mortalmente en Port Hudson y murió en Baton Rouge el 9 de julio de 1863, fue el mayor Andrew Power Gallwey.